# Amyema scandens
Amyema scandens là một loài thực vật có hoa trong họ Loranthaceae. Loài này được (Tiegh.) Danser mô tả khoa học đầu tiên năm 1929.